# 島津実久
島津 実久（しまづ さねひさ）は、戦国時代の武将。薩摩国島津氏の分家・薩州家5代当主。

## 生涯
永正9年（1512年）、薩州家4代当主・島津忠興の子として誕生。
薩摩出水を本拠とし、薩摩守護で本宗家の奥州家島津勝久と対立して、これを圧迫し家督を譲らせようとした。そのやり方があまりに過酷すぎたため、勝久は島津家分家・相州家の島津貴久に家督を譲ろうとするが、実久は勝久を豊後国へ追放した上で、貴久とその父・島津忠良を滅ぼして、家督を我が物にしようとした。
これに対して島津忠良は天文6年（1537年）5月上旬、実久と会談、忠良は「川辺・加世田を我らに与え給えば、鹿児島・谷山・伊集院・吉田を進上し、守護と仰いで以後は水魚の交わりをなさん」と説いたが実久は聞き入れず、なおも一進一退の戦いを繰り広げた。しかし、天文8年（1539年）の加世田や市来の戦いで忠良父子に敗れ、以後も紫原の戦いなどで敗戦を続けて、遂に貴久に降伏し、出水に隠棲した。薩州家の家督は子の島津義虎が継いだ。
天文22年（1553年）閏1月に上洛し、室町幕府13代将軍・足利義輝に拝謁するが、その帰途に発病、同年7月7日に出水に帰るも約2週間後に死去した。
ただし、近年の研究では勝久と重臣達の間に政治的対立が存在し、実久の行動は単なる謀叛ではなく反勝久派の本宗家重臣による新当主擁立であって、天文4年（1535年）から6年（1537年）にかけて、実久が宗家当主・守護職として島津氏領国を掌握していた時期が存在するとされている。その後、勝久を擁した島津忠良が反撃して鹿児島のある薩摩半島を掌握した上、入来院氏や渋谷氏など北薩摩の国衆を味方につけて川内と鹿児島の交通を遮断したことで実久は苦境に陥ったものの、実久が死去するまで忠良・貴久父子に帰順したことを示す記録がないことから、実久は死去するまで島津氏当主の立場から忠良・貴久父子と戦い続け、死去直前の上洛も貴久に対抗するためのものであったと考えられている。

## 家臣・陪臣
| - 川上忠克 - 桑波田栄景 | - 多田頼益 - 肥後盛治 | - 辺川忠直 - 山田有親 |